# Vida veneciana
Vida veneciana es un libro autobiográfico de William Dean Howells, publicado por primera vez en 1866. Howells arribó a Venecia en 1862, y en este libro recoge sus recuerdos de los dos años en los que, en la segunda mitad del siglo XIX, residió en la Serenísima como miembro del cuerpo diplomático estadounidense. En estas páginas, según Henry James, Howells se muestra como uno de los escritores norteamericanos, junto con Nathaniel Hawthorne, con mayor encanto, gracias a su agudeza y a su vivacidad como observador, y como un viajero sentimental, que nos sirve de guía por los lugares menos conocidos pero más cotidianos de la ciudad de los canales. 
Aunque los gloriosos años de la Serenísima República ya han pasado y la ciudad, tras perder su fulgor y su poder, permanece adormilada en manos de la dominación austríaca, aún son muchos los rincones y anécdotas donde late una vida llena de pasión y belleza. El libro está impregnado de cierto tono poético, y por sus mejores pasajes circulan personajes anónimos muy comunes de la vida cotidiana de la ciudad. Observador incansable y detallista, Howells nos llama la atención hacia gran cantidad de cosas insignificantes que conforman el día a día de una ciudad que no se resiste a olvidar las cosas que hacen que la vida resulte agradable. Según Henry James, William Dean Howells logra que la literatura sea una parte fascinante de nuestras vidas.

## Capítulos deVida veneciana
1. Venecia en Venecia.
2. Llegada y primeros días en Venecia.
3. El invierno en Venecia.
4. Comincia a far caldo.
5. Ópera y teatros.
6. Las cenas venecianas y los comensales.
7. La economía doméstica en Venecia.
8. El balcón sobre el Gran Canal.
9. Un paseo al amanecer.
10. El ratón.
11. Iglesias y cuadros.
12. Algunas islas de las lagunas.
13. Los armenios.
14. El ghetto y los judíos de Venecia.
15. Algunos lugares inolvidables.
16. El comercio.
17. Fiestas venecianas.
18. Las fiestas navideñas.
19. Cortejos, bodas, bautizos y entierros.
20. Los rasgos y el carácter veneciano.
21. La sociedad.
22. Nuestro último año en Venecia (tal como lo recordamos siete años después).

## Ediciones deVida veneciana
- Venetian Life, The Marlboro Press/ Northwestern University Press, Evanston, Illinois (EE. UU.), 2001, ISBN 0-8101-6085-4.
- Vita veneziana, Diario di un giovane diplomatico americano nella Venezia di metà Ottocento. Traduzione di Renato Pestriniero. Elzeviro, Treviso (Italia), 2005, ISBN 88-87528-15-2.
- Vida veneciana. Traducción de Nuria Gómez Wilmes y edición de Francisco Javier Jiménez. Páginas de Espuma, Madrid (España), 2009, ISBN 84-8393-016-1.